# Asociación Nacional de Fútbol de Tuvalu
La Asociación Nacional de Fútbol de Tuvalu es el máximo ente futbolístico de Tuvalu. Está a cargo de la organización de la División-A, la División-B, y todas sus divisiones inferiores, además de la selección de fútbol y la selección de fútbol sala. Desde 2014 Toakai Puapua ha sido el presidente de la asociación. 
Pertenece a la OFC desde 2006 pero no está afiliada a la FIFA. Sin embargo, desde 1987, la asociación de fútbol de Tuvalu ha demostrado su interés en formar parte de la FIFA, pese a que carezcan de las debidas instalaciones de fútbol, Tuvalu no tiene un estadio, ni campos de entrenamiento, ni hoteles para los equipos visitantes y aficionados.
En septiembre de 2008, el primer ministro de Tuvalu, Apisai Ielemia, y el entonces presidente de la Asociación de Fútbol de Tuvalu, Tapugao Falefou, visitaron la sede de la FIFA en Zúrich, con la esperanza de ser miembros de pleno derecho de la organización. La Fundación Dutch Support Tuvalu está trabajando con la asociación de fútbol de Tuvalu para promover la afiliacion de Tuvalu a la FIFA y desarrollar el fútbol en Tuvalu. El equipo de fútbol de Tuvalu y las actividades de la Fundación Dutch Support Tuvalu son el tema central de Mission Tuvalu (Missie Tuvalu) (2013), un largometraje documental dirigido por Jeroen van den Kroonenberg sobre el viaje de Tuvalu para convertirse en miembro de la FIFA.

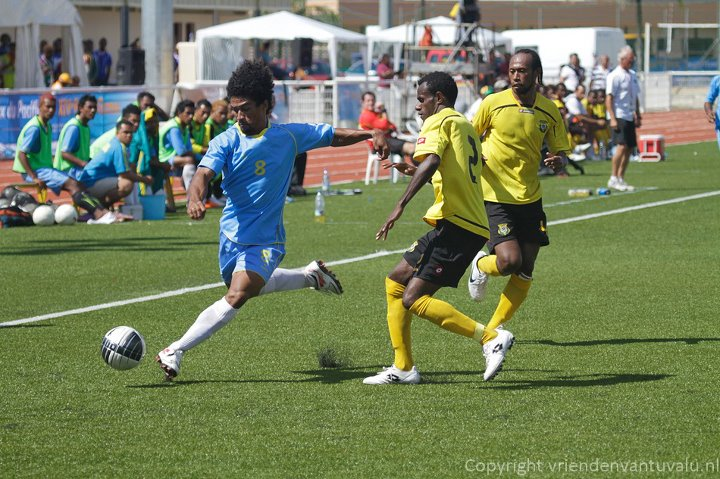
Okilani Tinilau en acción contra Vanuatu (2011)

En 2007, Tuvalu hizo historia al ser la primera selección nacional no afiliada a la FIFA en participar en un partido de clasificación oficial para la copa del mundo. La situación surgió cuando el organismo rector regional utilizó los Juegos del Pacífico Sur de 2007, como la primera etapa del torneo de clasificación para la Copa Mundial de la FIFA 2010 y el torneo de clasificación para la Copa de Naciones de la OFC 2008. Tuvalu se desempeñó con gran crédito, obteniendo un notable empate 1-1 con Tahití en el que Viliamu Sekifu se convirtió en el primer goleador de su país en partidos oficiales de clasificación para la Copa del Mundo. Los otros tres partidos del torneo terminaron en derrota y Tuvalu no logró avanzar de su grupo de cinco equipos.

## Competiciones
- División-A (liga nacional)
- División-B (segunda liga nacional)
- Copa Independencia
- Copa NBT
- Copa Navidad
- División-A (liga femenina)